# Jerry Tollbring
Jerry Tollbring (ur. 13 września 1995 w Norrtälje) – szwedzki piłkarz ręczny, lewoskrzydłowy, od 2017 zawodnik Rhein-Neckar Löwen.
Reprezentant Szwecji, srebrny medalista mistrzostw Europy w Chorwacji (2018). Najlepszy lewoskrzydłowy mistrzostw świata we Francji (2017).

## Kariera sportowa
Do 2014 występował w Rimbo HK. W latach 2014–2017 był zawodnikiem IFK Kristianstad, z którym zdobył trzy mistrzostwa Szwecji. W sezonie 2014/2015 rozegrał w szwedzkiej ekstraklasie 27 spotkań i zdobył 76 goli, w sezonie 2015/2016 wystąpił w 29 meczach i rzucił 112 bramek, natomiast w sezonie 2016/2017 zagrał w 34 spotkaniach, w których zdobył 132 gole. Będąc graczem IFK Kristianstad, występował też w europejskich pucharach, w tym w Lidze Mistrzów, w której w sezonach 2015/2016 i 2016/2017 rozegrał 28 meczów i rzucił 142 bramki. W 2017 przeszedł do niemieckiego Rhein-Neckar Löwen, z którym podpisał trzyletnią umowę. W sezonie 2017/2018 rozegrał w Bundeslidze 34 mecze i zdobył 68 goli. Ponadto wystąpił w 15 spotkaniach Ligi Mistrzów, w których rzucił 43 bramki.
W 2013 zdobył złoty medal otwartych mistrzostw Europy U-19 w Szwecji. W 2014 zdobył wicemistrzostwo Europy U-20 – w turnieju, który odbył się w Austrii, zagrał w siedmiu meczach i rzucił siedem bramek. W 2015 uczestniczył w mistrzostwach świata U-21 w Brazylii, podczas których zdobył 47 goli w dziewięciu spotkaniach, co dało mu 7. miejsce w klasyfikacji najlepszych strzelców turnieju, a także został wybrany najlepszym lewoskrzydłowym zawodów.
W reprezentacji Szwecji zadebiutował 20 stycznia 2016 w meczu mistrzostw Europy w Polsce z Hiszpanią (22:24). W sierpniu 2016 wystąpił w igrzyskach olimpijskich w Rio de Janeiro. W 2017 uczestniczył w mistrzostwach świata we Francji, w których zdobył 38 bramek i został wybrany najlepszym lewoskrzydłowym turnieju. W 2018 wywalczył srebrny medal mistrzostw Europy w Chorwacji, podczas których rzucił 14 goli w ośmiu meczach.

## Życie prywatne
Młodszy brat piłkarki ręcznej Cassandry Tollbring.

## Statystyki
| Klub                    | Sezon     | Liga           | Liga | Liga | Liga | EHF           | EHF | EHF | EHF | Razem | Razem | Razem |
| Klub                    | Sezon     | Liga           | M    | B    | Śr.  | EHF           | M   | B   | Śr. | M     | B     | Śr.   |
| ----------------------- | --------- | -------------- | ---- | ---- | ---- | ------------- | --- | --- | --- | ----- | ----- | ----- |
| IFK Kristianstad        | 2014/2015 | Elitserien     | 27   | 76   | 2,8  | Puchar EHF    | 6   | 23  | 3,8 | 33    | 99    | 3     |
| IFK Kristianstad        | 2015/2016 | Elitserien     | 29   | 112  | 3,9  | Liga Mistrzów | 14  | 70  | 5   | 43    | 182   | 4,2   |
| IFK Kristianstad        | 2016/2017 | Handbollsligan | 34   | 132  | 3,9  | Liga Mistrzów | 14  | 72  | 5,1 | 48    | 204   | 4,3   |
| IFK Kristianstad        | Razem     | Razem          | 90   | 320  | 3,6  | –             | 34  | 165 | 4,9 | 124   | 485   | 3,9   |
| Rhein-Neckar Löwen      | 2017/2018 | Bundesliga     | 34   | 68   | 2    | Liga Mistrzów | 15  | 43  | 2,9 | 49    | 111   | 2,3   |
| Rhein-Neckar Löwen      | 2018/2019 | Bundesliga     | 18   | 34   | 1,9  | Liga Mistrzów | 9   | 20  | 2,2 | 27    | 54    | 2     |
| Rhein-Neckar Löwen      | Razem     | Razem          | 52   | 102  | 2    | –             | 24  | 63  | 2,6 | 76    | 165   | 2,2   |
| Stan na 1 stycznia 2019 |           |                |      |      |      |               |     |     |     |       |       |       |

## Sukcesy
IFK Kristianstad
- Mistrzostwo Szwecji: 2014/2015, 2015/2016, 2016/2017[1]

Rhein-Neckar Löwen
- Puchar Niemiec: 2017/2018
- Superpuchar Niemiec: 2017, 2018

Reprezentacja Szwecji
- 2. miejsce w mistrzostwach Europy: 2018
- 1. miejsce w otwartych mistrzostwach Europy U-19: 2013
- 2. miejsce w mistrzostwach Europy U-20: 2014

Indywidualne
- Najlepszy lewoskrzydłowy mistrzostw świata we Francji w 2017[11]
- Najlepszy lewoskrzydłowy mistrzostw świata U-21 w Brazylii w 2015[9]
- 7. miejsce w klasyfikacji najlepszych strzelców mistrzostw świata U-21 w Brazylii w 2015 (47 bramek)[8]